# Liaoceratops
A Liaoceratops (nevének jelentése 'liaói szarvarcú' – Liaoning tartományra utalva), a ceratopsia dinoszauruszok egyik neme, melyet a ceratopsidák korai rokonának tartanak. A kora kréta korban, mintegy 130 millió évvel ezelőtt élt. Maradványait egy amerikai és kínai tudósokból álló csapat fedezte fel Kínában. A Liaoceratops jóval kisebb volt, mint későbbi rokonai, de betekintést nyújt e dinoszaurusz csoport korai evolúciójába.

## Felfedezés és elnevezés
A Liaoceratopsot a híres kínai Liaoning tartományban fedezték fel, ahonnan számos tollas dinoszaurusz is előkerült. A típusfajról, a Liaoceratops yanzigouensisről Hszü Hszing (Xu Xing), Peter J. Makovicky, Vang Hsziao-lin (Wang Xiaolin), Mark Norell és Ju Haj-lu (You Hailu) készített leírást 2002-ben. A nem neve Liaoning tartomány neve, valamint a görög κερας / keras, ('szarv') és οψις / opszisz, ('arc') szavak összetételéből származik. A faj neve Yanzigou városára utal.
Az IVPP V12738 katalógusszámú holotípust a barremi korszakbeli Jihszien (Yixian)-formációban fedezték fel. A lelőhelyéül szolgáló padok rovarok, gingkófák és dinoszauruszok, köztük a Makovicky által 2005-ben leírt troodontida, a Sinovenator fosszíliáit is tartalmazzák.
Makovicky szerint „Ez a terület különösen fontos információval szolgál a dinoszauruszok, az emlősök, a rovarok és a virágos növények evolúciójáról. Remélem, hogy találunk még a Liaoceratopsnál kezdetlegesebb példányokat is.”
A holotípus egy majdnem teljes koponyából áll. Az ehhez kapcsolt IVPP V12633 katalógusszámú paratípus egy fiatal példány koponyája. 2007-ben egy újabb koponya került elő, ami a CAGS-IG-VD-002 katalógusszámot kapta, és egy még fiatalabb példányhoz tartozik. A koponyatető elveszett, amit azzal magyaráznak, hogy egy ragadozó felnyitotta a koponyát, hogy hozzáférjen a tartalmához.

## Anatómia és osztályozás
A Liaoceratops meglehetősen kicsi, a 15,4 centiméter hosszú koponyával rendelkező, 3 kilogrammra becsült tömegű holotípus csak egy pofacsonti szarvból és egy kisebb koponyához tartozó csontgallérból áll, a szemhez közeli szarvak és a későbbi ceratopsiákra jellemző nyakfodor hiányzik. Azonban ezek a jellemzők segítettek a ceratopsiák evolúciójában bekövetkezett jelentős szétválás megértésében. Jóval az észak-amerikai Triceratops kifejlődése előtt a ceratopsiák fejlődési vonala kétfelé ágazott; a fő fejlődési vonalra, a szarvas és nyakfodros neoceratopsiákra, melyek legbazálisabb ismert tagja a 2002-ben leírt Liaoceratops volt, és a Psittacosauridae családra, melybe a kisebb, papagájszerű csőrrel ellátott dinoszauruszok tartoztak.
Makovicky, a Field Természetrajzi Múzeum (Field Museum of Natural History) dinoszaurusz gyűjteményének kurátora és a dinoszauruszt leíró cikk társszerzője szerint „A Liaoceratops egy nagy, a szarvas dinoszauruszok korai evolúciójára nyíló ablakot nyújt nekünk, és elárulja, hogy a Triceratops és rokonai nagyon kicsi ázsiai ceratopsiákból fejlődtek ki. Ez a kis, kezdetleges dinoszaurusz valójában több szempontból is jóval érdekesebb a tudomány számára, mint nagyobb, híresebb rokonai, mert sokkal többet tanít az evolúcióról. A bazális dinoszauruszok kritikusak, mivel segítenek összekötni a különböző dinoszaurusz csoportokat, és kidolgozni az evolúciós mintákat.”
„A Liaoceratops megmutatja, hogy ez a szétválás legkésőbb a kréta időszak legkorábbi részében végbe ment. Emellett azt is jelzi, hogy a ceratopsiák egyedi jellemzői korábban és jóval gyorsabban fejlődtek ki, mint ahogy azt korábban elismerték.” fogalmazott Makovicky.

## A szarvak és a nyakfodor funkciója
Ironikus módon az apró Liaoceratops talán abban is segíti a tudósokat, hogy megértsék a ceratopsia dinoszauruszok szarvainak és nyakfodrainak szerepét. Eleinte úgy gondolták, hogy támadó vagy védelmi szervek voltak, de e struktúrákat napjainkban sok őslénykutató olyan eszközöknek tekinti, amelyek pózolásra és a párok vonzására szolgáltak. A Liaoceratops kis pofacsonti szarva oldalirányban, a szemek mögött helyezkedett el. Mivel ez a struktúra kicsi és könnyű volt, Makovicky úgy vélte, hogy jelzésre szolgált és nem volt védelmi célja.

## Fordítás
- Ez a szócikk részben vagy egészben a Liaoceratops című angol Wikipédia-szócikk ezen változatának fordításán alapul.  Az eredeti cikk szerkesztőit annak laptörténete sorolja fel. Ez a jelzés csupán a megfogalmazás eredetét és a szerzői jogokat jelzi, nem szolgál a cikkben szereplő információk forrásmegjelöléseként.